# Kolegium kardinálů

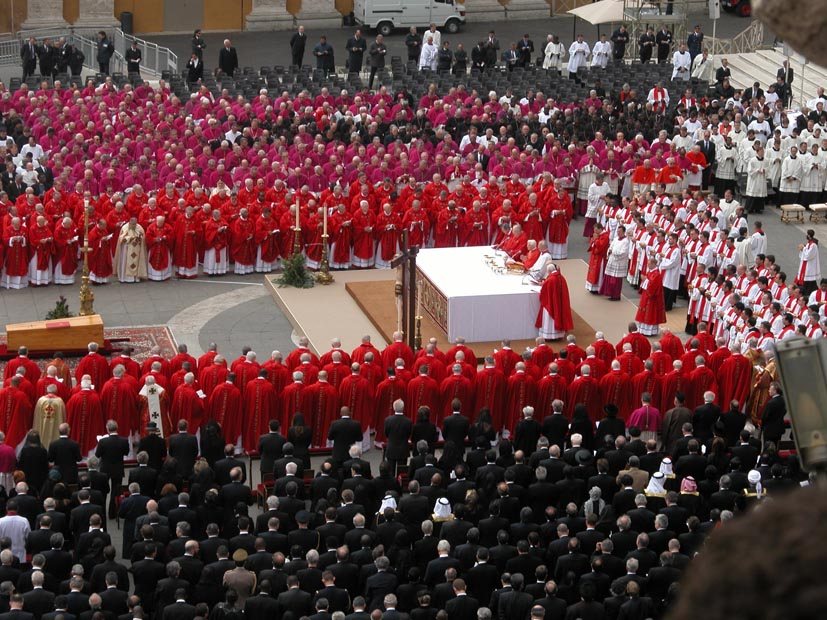
Kardinálové během pohřbu papeže Jana Pavla II.

Kolegium kardinálů (podle oficiálního překladu sbor kardinálů) nebo také kardinálské kolegium je jeden z orgánů katolické církve. Jedná se o soubor všech jejích kardinálů. Děkanem sboru kardinálů je od roku 2020 kardinál Giovanni Battista Re.
Schůze kolegia s papežem se nazývají papežské konzistoře. Při nich členové sboru radí papeži v církevních záležitostech, dochází ke kreaci nových kardinálů, případně (po smrti či rezignaci předešlého) i k volbě samotného papeže.

## Charakteristika
Kolegium samotné nemá žádnou výkonnou moc, kromě doby sedisvakance, tedy období, během nějž není papežský úřad obsazen. I pak je ale jeho moc velmi omezena, zvláště pak apoštolskou konstitucí Universi Dominici Gregis a Základním zákonem státu Vatikán.

## Hierarchie
Kardinálské kolegium je rozděleno na tři třídy (ordo). Práva a povinnosti kardinálů všech tříd jsou prakticky stejná, různost titulu je zejména otázkou prestiže (některé spíše ceremoniální role jsou ale vázány na konkrétní třídu kardinálů, děkan kolegia kardinálů se volí jen z kardinálů-biskupů, naopak kardinál-protojáhen je služebně nejstarší z kardinálů-jáhnů). Příslušnost kardinála ke třídě je určena při kreaci spolu s titulárním sídlem, papež se ale také může rozhodnout již existujícího kardinála přesunout do jiné třídy (zpravidla vyšší). Základní třídou je kardinál-jáhen. Vyšší třídou je kardinál-kněz. Tato třída je zdaleka nejpočetnější. Nejvyšší třídou je kardinál-biskup, která je naopak nejméně početná (tradičně jich bývalo 6, k březnu 2024 jich je 10 a dva východní patriarchové). Vzhledem k tomu, že všichni kardinálové by měli být biskupy, nemá titulatura souvislost s jejich reálným svěcením; jmenuje-li však papež kardinálem kněze (ne biskupa), je zpravidla kreován kardinálem-jáhnem.

## Kongregace
Generální kongregace kardinálského kolegia (generální kongregace kardinálů) je orgán, který v omezeném rozsahu řídí římskokatolickou církev v době sedisvakance, a kterého se musí účastnit všichni kardinálové, kterým v tom nebrání právní překážky; pro kardinály bez volebního práva (starší 80 let) je účast nepovinná.
Mimořádná kongregace kardinálského kolegia (mimořádná kongregace kardinálů) je čtyřčlenný výkonný orgán, který v omezeném rozsahu řídí římskokatolickou církev v době sedisvakance v době mezi generálními kongregacemi. Členy jsou kardinál-komoří svaté římské církve a tři kardinálové-asistenti losovaní generální kongregací z kardinálů oprávněných volit vždy na období tří dnů.